# De Hoop ggz
Stichting De Hoop ggz is een Nederlands christelijke ggz-instelling die hulp biedt aan kinderen, jongeren en volwassenen met psychische problemen en verslavingsproblematiek. De instelling heeft locaties in Amersfoort, Rotterdam, Dordrecht, Vlissingen, Veenendaal en Houten.  
Aanvankelijk was de stichting slechts gericht op drugsverslaafden, maar gaandeweg heeft De Hoop haar activiteiten uitgebreid, waardoor ook personen met andere verslavingen en mensen met psycho-sociale problemen bij haar terechtkunnen.  
De Hoop was van evangelische signatuur, maar is inmiddels breder kerkelijk. Haar cliëntenbestand is divers, het is niet noodzakelijk dat men zelf ook christen is om voor hulp in aanmerking te komen. Van medewerkers wordt wel verwacht dat zij christen zijn en zich persoonlijk verbonden voelen met de Bijbelse missie van De Hoop.

## Geschiedenis

### Initiatief
In 1975 werd in Dordrecht, gesteund door een aantal plaatselijke kerken het initiatief tot hulpverlening en opvang van drugsverslaafden genomen. Een vervallen fabriekspand aan de Spuiweg in Dordrecht werd opgeknapt en een jaar later in gebruik genomen als opvangcentrum. Dit adres ligt naast Hofje De Hoop, een zijstraatje van de Spuiweg, waar de organisatie zijn naam aan heeft ontleend. Na een aantal jaren Hoeve Valkenhof aan de Oudendijk te Dordrecht in gebruik genomen. In deze voormalige boerderij bevindt zich nu een van de domeinen van de Interne Opleidingsschool Ervaringsdeskundigheid. 

### Uitbreiding
In 1987 werden de activiteiten van De Hoop uitgebreid met een werkervaringsproject: lunchroom en cateringservice Breadline, ook gevestigd aan de Spuiweg te Dordrecht, op een steenworp afstand van de polikliniek. In 1988 volgde het tweede werkervaringsproject: De Hoop Metaal. In 1993 werd aan de Spuiweg De Hoop Music geopend, gericht op de verkoop van over het algemeen evangelisch getinte boeken en cd's en tevens postorderbedrijf. In 1995 werd een groot terrein aan de Provincialeweg te Dordrecht in gebruik genomen. Hierop verrees Dorp De Hoop dat op 28 mei 2003 werd geopend door koningin Beatrix. Later werden ook locaties van De Hoop geopend, al dan niet door overname van bestaande instellingen, in Rotterdam, Veenendaal, Houten, Amersfoort, Vlissingen, Apeldoorn, Beekbergen en Cadier en Keer. Deze laatste twee locaties, 'De Ommekeer' in Cadier en Keer en Horeb in Beekbergen, moesten in respectievelijk 2014 en 2018 haar deuren sluiten. Ook het hulpaanbod in Apeldoorn werd in 2018 stopgezet. 
Op 1 januari 2007 werd ‘Concern De Hoop' in het leven geroepen. Onder deze koepel zijn De Hoop en verschillende organisaties waarmee zij samenwerkt, samengebracht: Terwille, Stichting de Brug in Katwijk en Werkvisie De Hoop. Ook buiten het concern werkt De Hoop samen met diverse organisaties, zoals Profila Zorg, Eleos, Stichting Chris en Voorkom! en Stichting Timon. Samen met Eleos heeft De Hoop ggz het Kennisinsituut christelijke ggz (Kicg) opgericht. Binnen het instituut wordt onderzoek gedaan op het snijvlak van geestelijke gezondheidszorg (ggz) en het christelijk geloof.

### Vrienden van De Hoop
In 1977 werd de Stichting Vrienden van De Hoop opgericht. Deze stichting verzorgt vanaf het begin de fondsenwerving voor De Hoop ggz. Sinds 1991 is De Hoop door het ministerie erkend als Categoriaal Psychiatrisch Ziekenhuis voor mensen met een verslaving. Vanaf dat moment wordt aanspraak gemaakt op de Algemene Wet Bijzondere Ziektekosten (AWBZ) voor de behandeling van de cliënten. Niet alle activiteiten kunnen hiervan bekostigd worden. De aanvullende zorg die De Hoop biedt als onderdeel van de integrale zorg voor haar cliënten valt buiten deze regeling. Hiervoor is De Hoop aangewezen op giften.